# آبیاری قطره‌ای

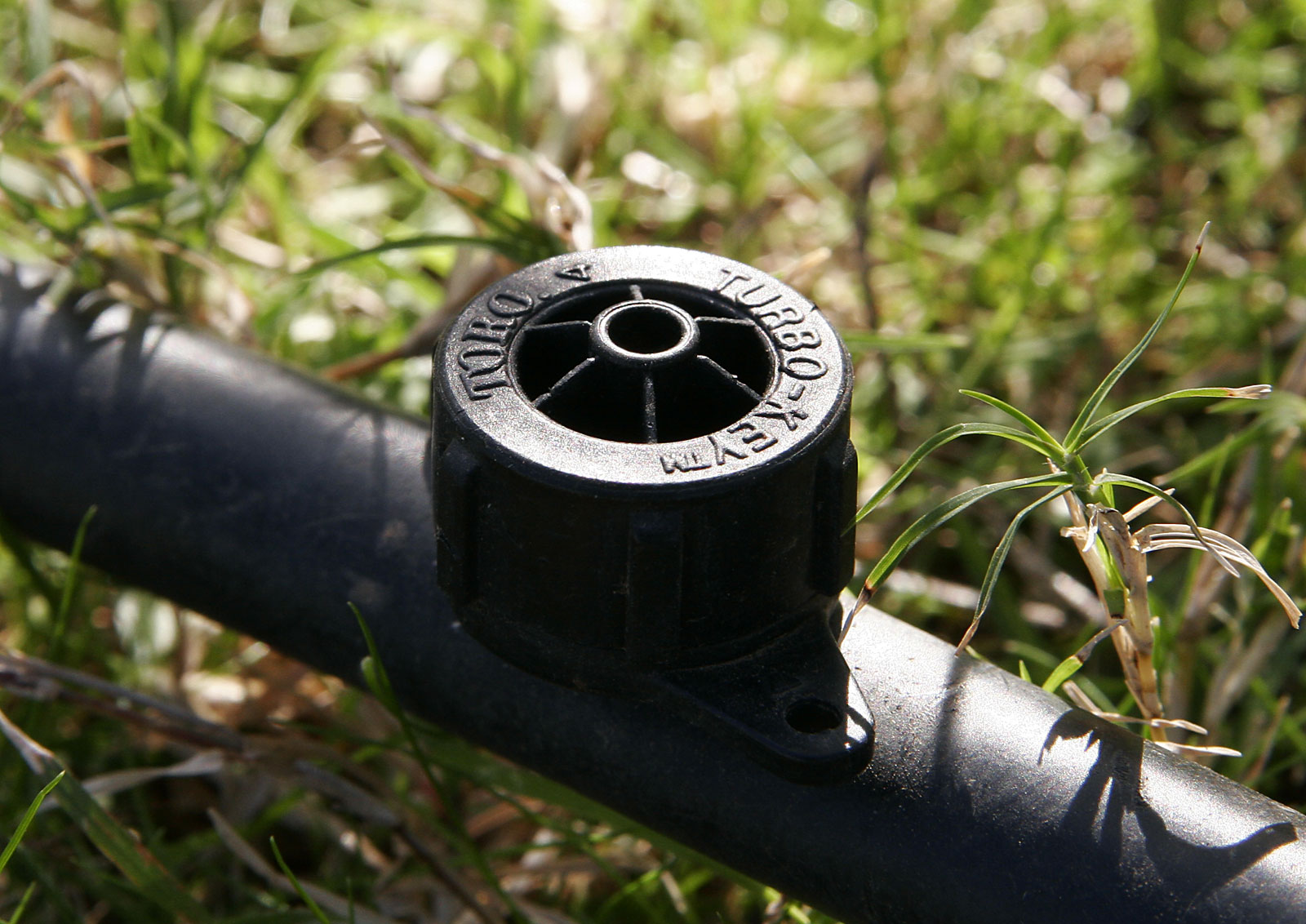
قطره‌چکان آبیاری قطره‌ای

آبیاری قطره‌ای (به انگلیسی: Drip irrigation) عبارت است از روشی که در آن آب با فشار کم از روزنه یا وسیله‌ای به نام قطره‌چکان از شبکه خارج و به‌صورت قطراتی در پای گیاه ریخته‌می‌شود. گاهی این نوع آبیاری را آبیاری موضعی نیز می‌نامند. شبکه‌ای که آب را در سراسر مزرعه توزیع می‌نماید به کمک قطره‌چکان و با فشار کم در روی زمین پاشیده می‌شود. از مشخصات این روش تحویل آب به گیاه با فشار منطقه توسعه میابد ریشه‌ها در سطح زمین (در زیر خاک) است تا مساحت و عمق کوچکی از سطح خاک خیس شود.

## تاریخچه
این روش در دهه ۵۰ ترویج شد و سطوح بزرگی با این روش آبیاری شدند ولی مزایا و معایب این روش به مرور زمان مشخص شد.
هزینه‌های زیاد و تکنیک‌های نسبتاً پیشرفته این روش و نمک‌ها و مواد جامد معلق در آب‌های ایران (که سبب گرفتگی قطره‌چکان‌ها می‌شوند) از معایب آبیاری قطره‌ای بوده و باعث شده که کشاورزان با دقت و تحقیقات بیشتری از این روش آبیاری استفاده‌کنند.
مهم‌ترین تفاوت آبیاری قطره‌ای با سایر روش‌های آبیاری در این است که بین تبخیر-تعرق و مقدار آبی که باید به زمین داده شود، در یک دوره زمانی محدود (۲۴ تا ۷۲ ساعت) توازن برقرار می‌شود. این امر باعث می‌شود با توجه به محدود بودن میزان آب در دسترس، بیشترین بهره‌وری از آب انجام پذیرد.
از آنجاکه سیستم‌های آبیاری موضعی/قطره‌ای ثابت هستند، خودکار کردن بسیاری از آن‌ها آسان است. این سیستم‌ها برای مدیران آبیاری که قصد اختلاط کود و آب (کود آبیاری) را درون سیستم آبیاری دارند، مناسب هستند.

## تجهیزات آبیاری قطره‌ای
تجهیزات آبیاری قطره‌ای معمولاً شامل موارد زیر است:
- منبع آب
- ایستگاه کنترل مرکزی (شامل ایستگاه پمپاژ و ایستگاه فیلتراسیون) که خود ایستگاه پمپاژ شامل پمپ و متعلقات آن است
- ایستگاه فیلتراسیون نیز از فیلتر سیکلون یا فیلتر شن (بسته به نوع منبع آب برداشتی، یکی از این دو نوع فیلتر استفاده می‌شود. فیلتر سیکلون یا هیدروسیکلون برای چاه‌های آب، و فیلتر شن برای استخرهای ذخیره آب می‌باشد)
- تانک کود
- فیلتر توری یا دیسکی
- لوله اصلی
- لوله آبرسانی
- لوله‌های جانبی یا لوله‌های فرعی (لاترال‌ها)
- قطره‌چکان و اتصالات لازم

به‌دلیل نحوه خاص آب‌رسانی در سیستم آبیاری قطره‌ای، گاهی روش‌های سنتی کوددهی سطحی آزادشونده به مرور زمان، غیرموثر هستند، به همین دلیل گاهی در سیستم‌های آبیاری قطره‌ای کودهای شیمیایی مخلوط و حل شده و به سیستم اعمال می‌شوند. به این روش کوددهی و آبرسانی همزمان شیمیاری یا آبیاری شیمیایی گفته‌می‌شود. در بعضی موارد تا ۹۵٪ صرفه‌جویی در مصرف کود گزارش شده است.

## طرز کار شبکه آبیاری قطره‌ای

آبیاری قطره‌ای گلخانه توسط لوله‌های دارای قطره‌چکان

آب توسط پمپ از منبع آب به داخل شبکه پمپ شده و ضمن عبور از سیکلون، شن و مواد خارجی خیلی درشت آن ته‌نشین می‌شود. در صورتی که آب از فیلتر شن عبور داده شود، جلبک‌ها و ریزجاندارانی که ممکن است در اثر راکد ماندن آب در استخر به وجود آمده باشند، توسط این فیلتر گرفته می‌شوند. سپس در فیلتر دیسکی یا توری بقیه مواد جامد معلق در آب گرفته می‌شود. بخشی از آب وارد تانک کود شده با حل مقداری کود در آب این محلول از انتهای دیگر تانک خارج و مجدداً وارد جریان اصلی آب می‌گردد تا به پای گیاه برسد. آب وارد لوله‌های توزیع‌کننده شده و در نهایت توسط قطره‌چکان پای گیاه ریخته‌می‌شود.

## مزایا و معایب آبیاری قطره‌ای

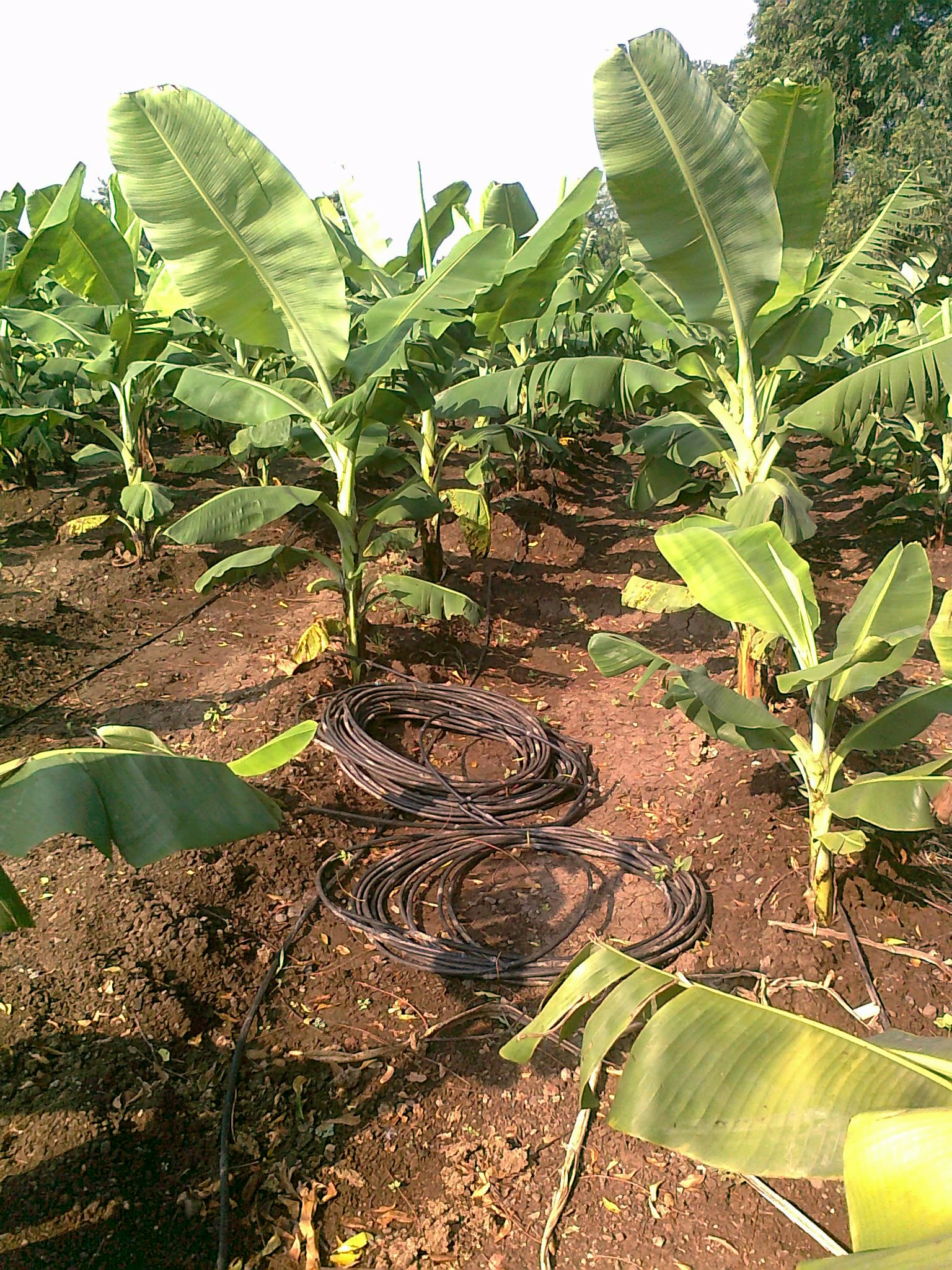
سیستم آبیاری قطره‌ای برای آبیاری موز

از مزایای سیستم آبیاری قطره‌ای می‌توان به موارد زیر اشاره کرد:
- به‌دلیل کاربرد در محل محلی و کاهش میزان شسته شدن، تلفات کود و مواد مغذی به حداقل می‌رسد.
- اگر آب به درستی مدیریت می‌شود بازده کاربرد آن بالا است.
- نیازی به تراز بودن مزرعه ندارد
- مدیرت آب در مزارع با اشکال نامنظم آسان‌تر است
- می‌توان به صورت ایمن از آب‌های بازیافتی غیرآشامیدنی استفاده‌کرد.
- اهمیت نوع خاک در میزان آبیاری کاهش پیدا می‌کند.
- فرسایش خاک کاهش پیدا می‌کند
- رشد علف هرز کاهش پیدا می‌کند
- توزیع آب یکنواخت است و با تنظیم شیر در هر خروجی قابل تغییر است
- هزینه نیروی کار از سایر روش‌های آبیاری کمتر است
- می‌توان از شیمیاری استفاده کرده و تلفات کود را به حداقل رساند

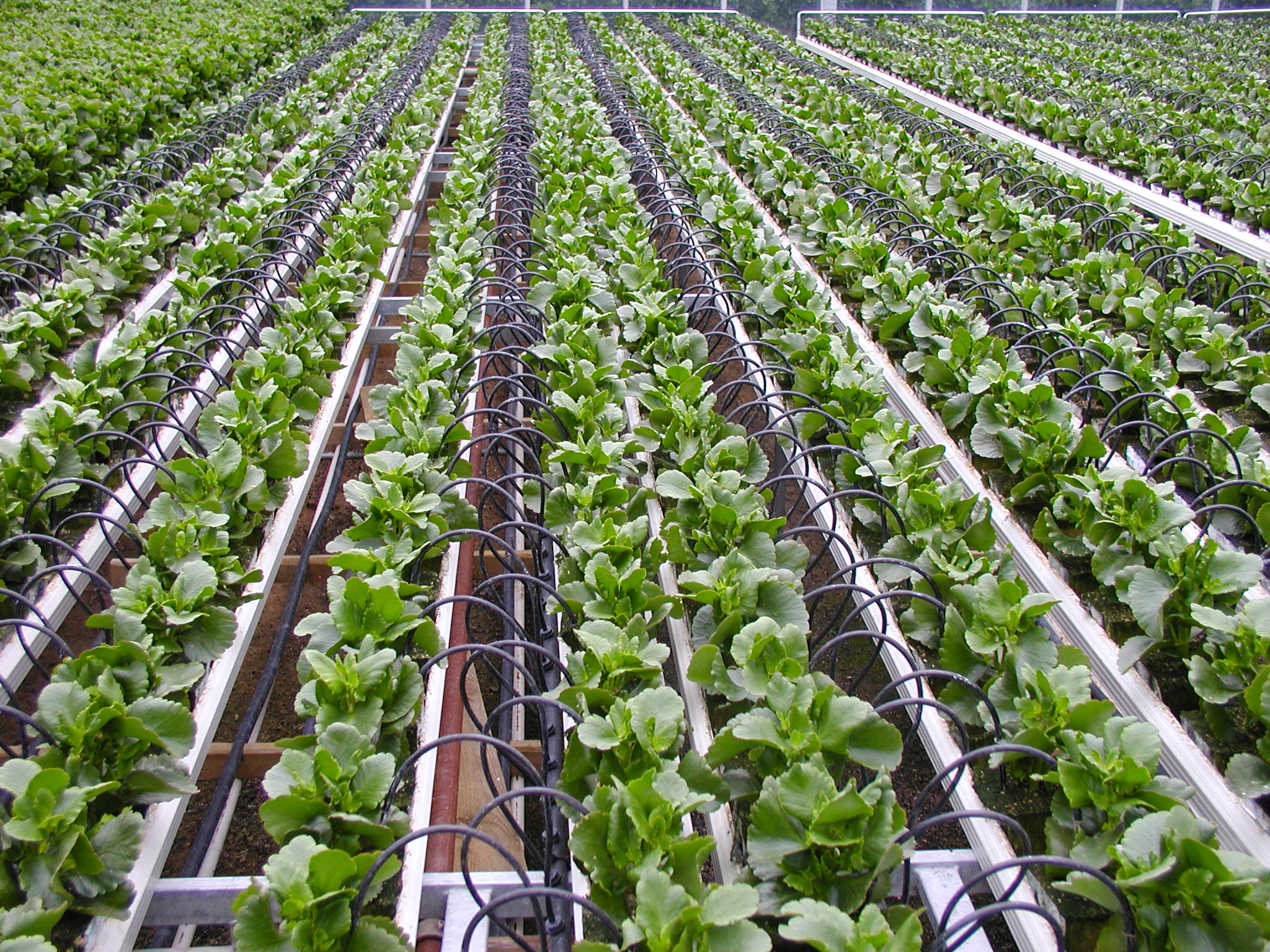
آبیاری قطره‌ای درون ظرف به کمک قطره‌چکان‌های روی خطی

معایب سیستم آبیاری قطره‌ای می‌توان به موارد زیر اشاره کرد:
- هزینه اولیه می‌تواند بیشتر از روش آبیاری بالاسری یا آب‌پاشی باشد.
- نور خورشید می‌تواند روی لوله‌ها اثر مخرب داشته و عمر آنها را کاهش دهد
- اگر آب به درستی فیلتر و صاف نشود ممکن است مسیر گرفته شده و تجهیزات درست کار نکنند.
- در سیستم‌های آبیاری قطره‌ای زیرسطحی، شخص آبیاری کننده نمی‌تواند از صحت آبیاری مطلع شود.

## انتخاب قطره‌چکان
انتخاب قطره‌چکان مهم‌ترین کاری است که در یک شبکه آبیاری قطره‌ای باید انجام گیرد. انتخاب صحیح باعث می‌شود که هزینه‌های نگهداری و زیان‌های ناشی از مسدود شدن مجراها در اثر گرفتگی، به مقدار قابل توجهی کاهش یابد.

## انواع قطره‌چکان‌ها
ساده‌ترین قطره‌چکان لوله‌ای است که در طول آن به‌فواصل مختلف روزنه‌های بسیار ریزی ایجاد شده و آب از این روزنه‌ها خارج می‌شود.

### قطره‌چکان دکمه‌ای
این قطره‌چکان‌ها کوچک بوده و دارای دهانه کوچکی به قطر کمتر از یک میلی‌متر هستند. با سوراخ کردن لوله‌های آبرسانی فرعی این قطره‌چکان‌ها در آن سوراخ‌ها قرار می‌گیرند. آب از دهانه وروی داخل قطره‌چکان شده و پس از طی مسیر از دهانه خروجی آن به سطح خاک می‌چکد. از مزایای این قطره‌چکان ارزانی قیمت آن و سرعت نصب و ساده بودن کار با آنهاست.

### قطره‌چکان با مجرای طولانی
این نوع قطره‌چکان در مسیر لوله فرعی قرار گرفته و آب از دهانه ورودی وارد قطره‌چکان شده و پس از طی مسیر مارپیچ طولانی از دهانه خروجی خارج می‌گردد. عیب عمده این قطره‌چکان احتمال مسدود شدن مسیر در اثر رسوبات نمکی یا ذرات جامد معلق در آب می‌باشد. این قطره‌چکان قابل تعمیر نبوده و در اثر انسداد مجرا باید با آب اسید شسته یا تعویض شود.

### قطره‌چکان صفحه‌ای
این قطره‌چکان از چند صفحه منطبق برهم تشکیل شده بطوری‌که هر صفحه دارای دیواره عرضی عمودی بر صفحات است. آب در مسیر خود این دیواره‌های عرضی را دور زده و از سوراخ انتهایی به صورت قطره خارج می‌شود. مجموعه این صفحات روی هم قرار گرفته و به قطره‌چکان شکل صندوقی کوچکی می‌دهد.

### قطره‌چکان چند دهانه‌ای
برای آبیاری درختان در باغ‌های میوه اجباراً از قطره‌چکان‌هایی که با فشار زیادتر و با چند دهانه خروجی آب را به پای درخت برسانند استفاده می‌شود. به هر یک از دهانه‌ها لوله باریکی وصل شده و آب را تا فاصله چند متری منتقل می‌نماید. بدین ترتیب با یک یا دو قطره‌چکان می‌توان نسبت به آبیاری یک درخت اقدام نمود. تعداد این خروجی‌ها از ۵–۱ متغیر است.

## تجمع نمک در آبیار ی قطره‌ای
آب آبیاری دارای مقداری نمک محلول در خود است که ممکن است موجب مسدود شدن مجرای قطره‌چکان‌ها شود. بعضی اوقات نیز این نمک‌ها همراه آب آبیاری وارد منطقه ریشه گیاه شده و زیان فراوانی به گیاه وارد می‌سازد.
برای شست‌وشوی این نمکها به دو روش عمل می‌کنند:
1. در زمستان از آب رودخانه‌ها یا جریان‌های سطحی حاصله از بارندگی یا آب‌های اضافی موجود در منطقه برای شست‌وشو استفاده‌می‌شود.
2. هر دو سال یکبار زمین‌های آبیاری قطره‌ای را با روش کرتی کشت و آبیاری می‌کنند.

## اسیدشویی در آبیاری قطره‌ای
اسید در سیستم‌های آبیاری به منظور شستشوی رسوبات تثبیت شده درون لوله‌ها و قطره‌چکان‌ها که ناشی از مواد شیمیایی محلول در آب آبیاری می‌باشد کاربردهای فراوانی دارد. این نوع رسوبات یا از آب آبیاری ناشی شده یا به‌دلیل به‌کارگیری و تزریق کودهای محلول نامرغوب در آب آبیاری به وجود می‌آید. جهت تزریق اسید به درون سیستم آبیاری همان لوازمی بکار می‌رود که در هنگام تزریق کود از آن‌ها استفاده‌می‌شود.
اسیدهای مناسب جهت شستشوی سیستم به شرح زیر می‌باشد:
- اسید هیدروکلریک
- اسید سولفوریک
- اسید فسفریک

## آبیاری قطره‌ای ثقلی
یکی از بهترین انواع آبیاری قطره‌ای نوع ثقلی یا گرانشی آن است که توسط سازمان خواربار ملل متحد یا همان فائو به عنوان یک روش ارزان و ساده آبیاری توصیه شده است. در این روش از پمپ استفاده نشده و مخزن آب در ارتفاع قرار داده می‌شود و فشار لازم برای جریان آب درون لوله‌ها از این که مخزن آب در ارتفاع بالاتری است تأمین می‌شود. این روش یکی از کم هزینه‌ترین و بهترین روش‌های آبیاری قطره‌ای است و مزایای بسیاری همچون سرمایه‌گذاری کمتر و کاهش احتمال گرفتگی قطره‌چکان دارد.
آبیاری ثقلی برای باغ‌ها و زمین‌های کوچک بسیار مناسب است و عملکرد و صرفهٔ اقتصادی خوبی دارد اما استفاده از آن در زمین‌های وسیع به علت عدم یکنواختی جریان آب توصیه نمی‌شود.

### آسیب‌شناسی آبیاری قطره ای
ضریب نفوذ آب در شیوه قطره ای بنا به مکانیک و ساختار خاک متفاوت است این تفاوت به این معناست که گاهی خاک‌های غیر شنی آب را کندتر درون لایه‌های زیرین خود جذب می‌کنند این کندی در شرایط دمایی و نوری موجب تبخیر سریعتر آب در روی سطح می‌شود و این تبخیر گاهی دلیل اصلی عدم نفوذ آب به عمق بیشتر از ۳۰ سانت که محل قرارگیری ریشه درختچه‌ها و درخت‌ها می‌باشد، می‌شود.
زیر سطحی نبودن این شیوه نیز موجب اصلی تبخیر آب در سطح می‌شود حتی در طول شب نیز که نور آفتاب وجود ندارد این تبخیر عامل کم شدن سرعت و میزان نفوذ آب به لایه‌های پایین‌تر آب در خاک می‌شود.
از جمله مشکلاتی که این دلیل موجب می‌شود تغییر رفتار ریشه به مرور است که ریشه را مجبور به ماندن در سطح‌های بالاتر و نزدیک به سطح هوازی خاک می‌شود و این نزدیکی عاملی برای سرد شدن ریشه در فصل سرما و شل شدن ریشه و تنه در برابر باد می‌شود.
دلیل دیگر استخرهای ذخیره آب می‌باشد که عامل تبخیر سطحی آب در روز و جذب انگل و حشراتی که آب دوست هستند و بالطبع عامل تخم‌گذاری و ایجاد چرخه‌های زیستی بی ربط به محیط زیست گیاه می‌شوند
عامل دیگر خرابی‌های بر اساس دیوپتر لوله و اتصالات این شیوه آبیاری است که خود به شغلی دائم تبدیل شده برای خردایش تیوپ‌ها یا تیپ یا نوارهای آبیاری و تولید مجدد آن است به دلیل به صرفه نبودن تعمیر و تمیز کردن مصلاح مانده در آن است.